# KUD Ljudevit Štur
Kulturno-prosvjetno društvo "Ljudevit Štur" kulturno je društvo Slovaka u Iloku. Djeluje u sklopu Matice Slovačke u Iloku.

## Povijest
Prvi Slovaci katoličke vjeroispovijesti, dolaze u ove krajeve krajem 18. stoljeća. Danas, međutim, u gradu ima više Slovaka evangeličke vjeroispovijesti. Masovnije su se u ove krajeve doseljavali iz Vojvodine od 1859. godine. Naselili su se prvobitno u poljima izvan Iloka (Duboki potok, Barunovača, Radoš, Skandala, Fučije). Radili su kao nadničari, a u Ilok se naseljavaju između 1905. i 1910. godine.
U gradu su već postojale bogate kulturne aktivnosti, pa su, zahvaljujući intelektualcu profesoru Jozefu Maliaku njegovoj drugoj supruzi Marini i kćerki Blanki (iz prvog braka), i iločki Slovaci mogli započeti sa svojim zabavnim i društvenim životom i nastupima.
Slovaci, koji su se doselili u Ilok, našli su se u sredini s bogatom kulturnom tradicijom. S obzirom na to da je kraj 19. i početak 20. stoljeća bilo razdoblje, kada su nastajala različita društva, razumljivo je da su i Slovaci htjeli imati svoje. Početak kulturnih aktivnosti bio je u domu obitelji Maliak, a pod utjecajem nastajanja slovačkih čitaćih društava u Vojvodini, i ovdje je kratko djelovalo Slovačko čitaće društvo. Međutim, Prvi svjetski rat prekinuo je te aktivnosti.
Nova udruženja i društva nastala su nešto kasnije. Tako su 26. lipnja 1925. godine gimnazijalci, studenti i intelektualci osnovali "Udruženje srednjoškolaca". Tog istog dana nastala je i iločka "Podružnica Društva čehoslovačkih akademaca", sa središnjicom u Petrovcu. Budući da su se oba društva usmjerila na intelektualce, za manje od dva mjeseca – 13. rujna 1925. godine, udružila su se u "Podružnicu Društva čehoslovačkih akademaca u Kraljevini Srba, Hrvata i Slovenaca". S vremenom su, međutim, njeni članovi htjeli imati pogodnije ime. Umjesto apstraktnog pojma "akademci" i dugog naziva "u Kraljevini Srba, Hrvata i Slovenaca", trebali su nešto što će istaći njihov slovački identitet i što će imenovati njihovu djelatnost. Osim toga, središnjica u Petrovcu bila je daleko. Zato su 1927. godine preimenovali podružnicu u "Društvo slovačke studirajuće mladeži Štur", a godinu dana kasnije osamostalili su se od petrovačkog "Društva čehoslovačkih akademaca".
Organizirali su zabave, društvene igre, izlete, predavanja. Društvo je imalo i pjevački zbor, čiji su članovi učili narodne i crkvene pjesme. Uz pomoć knjiga poslanih iz Matice slovačke iz Turčianskog sv. Martina društvo je uvećavalo svoju knjižnicu. Može se reći da je to bilo društvo lokalne slovačke inteligencije. A upravo ovu činjenicu njezini su članovi htjeli dodatno istaći. Stoga su 1. veljače 1929. godine odabrali novo ime – "Štur, Društvo slovačkih akademaca u Iloku". Njegov predsjednik bio je student teologije i budući evangelički svećenik Ivan Vereš.
Svoje društvo htjeli su imati i obrtnici i seljaci, pa su 15. travnja 1928. godine osnovali "Slovačko čitaće društvo". Sve do 1932. godine oba su društva postojala i djelovala odvojeno, no niti jedno od njih nije imalo vlastite prostorije. Međutim, dva slovačka društva u malom Iloku svjedočila su jedino to da Slovaci nisu jedinstveni i da se dijele na "gospodu" i na "sluge". Situaciju koja je vladala je najbolje opisao učitelj Jan Vitez riječima:
Međutim, dva društva nisu uspjeli odmah ujediniti. Jedino, što su postigli bila je njihova zajednička predstava 2. veljače 1933. godine. Bila je to komedija "Drotar" Jana Palarika-Bezkydova. Poslije nje su "sluge" progutale "gospodu". Naime, u jesen 1933. godine bila je zatvorena lokalna gimnazija i članovi Štura su se razišli. Ako su htjeli nastaviti školovanje, morali su pronaći školu izvan Iloka. Inicijativu u narodno-prosvjetnoj djelatnosti je tako preuzelo "Slovačko čitaće društvo". 25. veljače 1940. godine u sklopu njega osnovali su glazbenu sekciju, a sljedećeg dana promijenili su mu ime u "Slovačko čitaće društvo u Iloku". Priključio mu se i ostatak društva Štur, koji je zbog osipanja članova prestao s radom. Novo društvo priređivalo je plesne zabave te osnovalo narodni orkestar.
S obzirom na to da je Ilok u novonastaloj Nezavisnoj Državi Hrvatskoj bio grad u kojem je živjela najbrojnija skupina Slovaka, "Slovačko čitaće društvo u Iloku" postalo je najaktivnije slovačko kulturno društvo u državi. Ivan Vereš je, međutim, shvatio da u novim uvjetima Slovaci neće preživjeti samo s glazbom i plesom. Trebali su pridobiti inteligenciju koja bi brinula za narodni, kulturni i prosvjetni život pa je 9. travnja 1942. godine osnovana organizacija "Slovačko narodno jedinstvo" (SNJ). Pomoglo mu je veleposlanstvo Slovačke Republike u Zagrebu, slovačko ministarstvo školstva i narodne prosvjete, Naučno društvo za inozemne Slovake, Matica slovačka, Državno nakladništvo, Društvo Sv. Vojteka, Društvo Tranoscius i drugi. SNJ je osiguravalo knjige, časopise, kalendare, nastavna pomagala, organiziralo predavanja, slušanje radio emisija i prikazivanje filmova. Radila je knjižnica i čitaonica. Zahvaljujući SNJ radila je i slovačka škola u Iloku. Po završetku Drugog svjetskog rata "Slovačko narodno jedinstvo" je prestalo s radom.
Novonastale političke i društvene promjene preživjelo je "Slovačko čitaće društvo", koje je postalo podružnicom Matice slovačke (u koju se promijenilo nekadašnje Društvo čehoslovačkih akademaca), sa središnjicom u Petrovcu. Godine 1951. je, međutim, državnom naredbom raspuštena Matica slovačka, a umjesto nje je nastao Savez Čeha i Slovaka u Jugoslaviji. Iločko društvo je postalo njegovim članom, ali s novim imenom – "Slovačko kulturno-prosvjetno društvo 'Ljudevit Štur'", koje nosi i danas.
U vrijeme srpske okupacije, od kraja 1991. godine, pa sve do 1997. godine, SKPD Ljudevit Štur je životarilo. Poslije Domovinskog rata i mirne reintegracije hrvatskog Podunavlja, postalo je dijelom novoosnovane "Matice slovačke Ilok", koja je član Saveza Slovaka u Republici Hrvatskoj. Za razliku od prošlih slovačkih društava, koja nikada nisu imala vlastite prostorije, SKPD Ljudevit Štur ima "Slovački narodni dom". U gradnji su sudjelovali skoro svi Slovaci u Iloku dobrovoljnim radom, tako da je naziv narodni zaista zasluženo stekao. Svečano je otvoren 27. prosinca 1952. godine. Od 3. veljače do 20. kolovoza 1997. godine iločki Slovaci su uz pomoć slovačkih pripadnika mirovnih snaga UN-a SLOVENGBAT (pod zapovjedništvom pukovnika Štefana Jangla), građevinskim materijalom koji je stigao iz Fondacije GTZ, ECHO, USAID, UNTAES i trupcima iz Srednjoslovačkih šuma u Banskoj Bistrici obnovili Slovački narodni dom.
31. kolovoza 2008. je u zgradi Slovačkog doma održana promocija kazališne monografije "Slovačko kazalište u Iloku 1914. – 2008." Dvojezična monografija (na slovačkom i na hrvatskom jeziku) se sastoji od 376 strana sa skoro 1000 fotografija kronološki obrađenog istraživačkog materijala i plod je trogodišnjeg rada trojice iločkih autora: Ružice Černi, prof., kustosice Muzeja Grada Iloka, Vlatka Miksada, prof. učitelja slovačkog jezika, dugogodišnjeg glumca i režisera, te novinara Ratka Suđeckog.

## Djelovanje
Društvo ima glazbeni orkestar, kazališnu, folklornu i športsku skupinu.
SKPD Ljudevit Štur osim bogatog kazališnog života (dvije premijere godišnje: dječja "Na Mary" 2. veljače i odrasli "Na Jána" 27. prosinca) njeguje i bogat folklorni život kroz starije tradicionalne manifestacije: "Rušenje svibanjskog drveta" majpana – od 1953. godine (a od 1967. godine i s folklornim programom), "Iločko ljeto" (2009. godine je slavilo 30. obljetnicu), kao i novije: "Na brehu pri Dunaji" (Na obali Dunava) – smotra pjevača amatera slovačkih narodnih pjesama od 5-25 godina, "...aj tancujem" (...i plešem), te zajednički "Božićni koncert" s iločkim hrvatskim KUD-om Julije Benešić.
Folklorna sekcija redovito sudjeluje na tradicionalnim manifestacijama "Iločka berba grožđa" i "Vinkovačke jeseni", a često nastupa na raznim manifestacijama diljem Hrvatske i u matičnoj državi Slovačkoj.

## Vanjske poveznice
Mrežna mjesta
- Matica slovačka Ilok, stranice Matice slovačke u Iloku, u sklopu koje djeluje Kulturno-prosvjetno društvo "Ljudevit Štur"